# World Machinery Works
World Machinery Works este o societate comercială producătoare de mașini-unelte și accesorii pentru prelucrarea metalelor, situată în municipiul Bacău, România. 
Acționarul principal este Gabriel Cârciumaru, care deține 92% din acțiunile firmei.

## Istoric
Societatea a fost înființată în anul 1971, sub denumirea Întreprinderea de Mașini Unelte (IMU) Bacău, domeniul de activitate al acestei societăți fiind fabricarea de mașini-unelte portabile acționate electric.
Ulterior firma s-a dezvoltat continuu în ceea ce privește dotarea, diversificarea gamei de fabricație, serviciile oferite și volumul producției de mașini-unelte.
De-a lungul timpului, compania s-a mai numit și Fabrica de Mașini Unelte (FMU) Bacău, Mașini Unelte Bacău (MUB) și DURAS SA
și din anul 1998, World Machinery Works S.A.
În anul 1998, compania a fost privatizată, pachetul majoritar de acțiuni de 51% fiind achiziționat de fondul de investiții World Machinery Company din New York, controlat de familia americană Gussack.
Înainte de fi privatizată, IMU Bacău avea mii de angajați.
După privatizare, fabrica a intrat într-un lung proces de restructurare, o mare parte dintre angajați fiind disponibilizați, iar unele hale de producție au fost conservate sau vândute.
În anul 2003, Gabriel Cârciumaru, fost angajat al fondului de investiții World Machinery Company a achiziționat împreună cu un fost coleg de la World Machinery Company pachetul majoritar de acțiuni al companiei băcăuane.
În mai 2009, WMW a devenit prima companie românească ce a încheiat un contract cu industria spațială europeană.

## Gama de fabricație
Compania produce o largă varietate de mașini-unelte convenționale și cu comandă numerică, cuprinzând mașini de alezat și frezat cu ax orizontal, mașini de frezat tip consolă, mașini de frezat longitudinal cu portal, strunguri verticale, strunguri orizontale, mașini de rectificat cilindri și mașini de rectificat plan cu ax vertical. De asemena, societatea proiectează și execută mașini la temă, în conformitate cu solicitările clienților.
Compania oferă o gamă largă de dimensiuni, opțiuni și accesorii, ceea ce permite clienților să configureze mașina-unealtă potrivită cerințelor lor specifice, cu rezultate de productivitate maximă. Acolo unde se solicită caracteristici speciale pentru anumite aplicații, departamentul de proiectare al firmei, format din specialiști cu înaltă calificare și bogată experiență, oferă asistență în investigarea și implementarea modificărilor constructive, realizând mașini-unelte la temă, pentru proiecte specifice.

## Piața de desfacere
Produsele sunt vândute în lumea întreagă, unui număr important de clienți din America de Nord, Centrală și de Sud, Europa, Asia, Africa și Australia, mașinile purtând marca WMW fiind utilizate în cele mai diverse sectoare industriale.

## Managementul calității
World Machinery Works este certificată ISO 9001:2008 și toate produsele sale sunt conforme cu standardele tehnice internaționale din domeniu, inclusiv DIN 8620 și ISO 230-1/2.

## Rezultate financiare
Cifra de afaceri:
- 2009: 35,2 milioane lei[1]
- 2008: 8,5 milioane euro[6]
- 2007: 7 miilioane euro[14]